# Ironman Kalmar

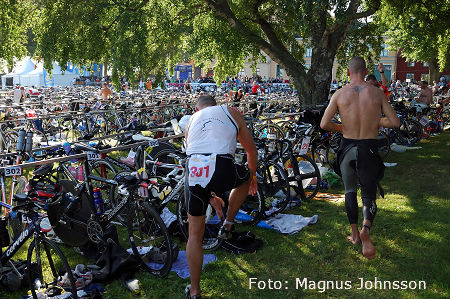
Kalmar Triathlon 2009, växlingsplats

Ironman Kalmar, Ironman Sweden eller Kalmar Triathlon är en tävling i triathlon, en del av Ironmanserien, och också svenskt mästerskap.
Sträckorna är de officiella Ironmandistanserna, 3.860 m simning, 180 km cykel och 42,2 km löpning (maraton). Start, växling och mål sker i centrala Kalmar. Loppet går i mitten av augusti varje år. Banrekord för herrar är 8:08:05 av Patrik Nilsson 2015, och för damer 9:09:17 av Eva Nyström 2009.
Från 2012 tillhör loppet den internationella Ironmanserien. Cykelbanan går sedan detta år över till Öland och sedan en runda norr om Kalmar. Före 2012 var det tre varv på en vändpunktsbana norrut. Löparbanan går cirka 7 kilometer norrut och tillbaka och löps tre varv, och detta har i huvudsak gällt ända sedan starten. Kalmar Triathlon har flacka banor utan större backar.
Loppet ökar i popularitet och hade  2038 fullföljande år 2017, ett antal som är klart större än alla maratonlopp i Sverige med undantag för Stockholm marathon.

## Koordinater
- Start/Växling: 56°39′49″N 16°22′16″Ö / 56.66361°N 16.37111°Ö
- Löpvändpunkt: 56°42′5″N 16°22′28″Ö / 56.70139°N 16.37444°Ö
- Mål vid Kalmar domkyrka.

## Segrare
| År              | Herrar                    | Damer             |
| --------------- | ------------------------- | ----------------- |
| 1994            | Lars Mattsson             | Sabine Lang       |
| 1995            | Tomas Gustavsson          | Viktoria Johnsson |
| 1996            | Jonas Colting             | Ulrika Wånggren   |
| 1997            | Anssi Lehtinen            | Anette Lunde      |
| 1998            | Anssi Lehtinen            | Marina Lindgren   |
| 1999            | Anssi Lehtinen            | Anna Svärdström   |
| 2000            | Clas Myrestam             | Karin Forsberg    |
| 2001            | Christian Kirchberger     | Britta Widén      |
| 2002            | Clas Myrestam             | Sofie Dovrén      |
| 2003            | Niklas Nilsson            | Anna Kortelainen  |
| 2004            | Niklas Nilsson            | Eva Nyström       |
| 2005            | Ted Ås                    | Jona Dahlqvist    |
| 2006            | Niklas Nilsson            | Eva Nyström       |
| 2007            | Ted Ås                    | Camilla Lindholm  |
| 2008            | Mika Luoto                | Therese Omme      |
| 2009            | Clas Björling             | Eva Nyström       |
| 2010            | David Näsvik              | Helene Malmkvist  |
| 2011            | Pontus Lindberg           | Camilla Larsson   |
| 2012            | Jan Raphael               | Åsa Lundström     |
| 2013            | Pedro Gomes               | Jodie Swallow     |
| 2014            | Horst Reichel             | Leanda Cave       |
| 2015            | Patrik Nilsson            | Astrid Stienen    |
| 2016            | Marcus Larsson            | Kristin Möller    |
| 2017            | Clemente Alsonso-Mckernan | Jolien Lewyllie   |
| 2018            | Martin Olsson             | Corinne Abraham   |
| 2019            | Boris Stein               | Jessica Fridlund  |
| 2020            | Inställt                  |                   |
| 2021            | Inställt                  |                   |
| 2022            | Alistair Brownlee         | Sarah Aly         |
| 2023            | Erik Olsson (född 1980)   | Lisa Nordén       |
| 2024 17 augusti |                           |                   |